# Emma Marrone
Emmanuela Marrone, také známá jako Emma či Emma Marrone (* 25. května 1984 Florencie) je italská pop/rock zpěvačka.
Po mnoha hudebních zkušenostech s několika skupinami, Emma v březnu roku 2010 vyhrála show italský talent Amici di Maria De Filippi a podepsala kontrakt s nahrávací společností Universal Music.
Dne 18. února 2012 dosáhla prvního místa na každoročním hudebním televizním festivale Sanremo 2012 se svou písní „Non è l'inferno“.
Dosud publikovala 1 EP, 2 alba, 12 singlů a videoklipů; získala 2 multiplatinové, 9 platinových a jednu zlatou desku.
Od roku 2012 začala hrát na kytaru před publikem.
V roce 2013 byla vybrána jako umělecká režisérka jednoho z týmů Amici di Maria De Filippi.

## Biografie

### Mládí se dvěma skupinami: Karadreon a H2O
Narodila se ve Floriencii, ale dětství strávila v Sesto Fiorentino, pak se přestěhovala s rodinou do Aradea v provincii Lecce, do země původu rodičů, ve věku pěti let. Osvojila si vášeň k hudbě od jejího tatínka Rosaria, kytaristy skupiny z města Aradeo, nazvané Karadreon, která byla zformována, když Emma měla 9-10 let a působila na festivalech a klubech. Pak Emma byla ve skupině H2O. Absolvovala Classical High School, po dopsaní diplomové práce o hudbě. Pracovala ve skladu a dělala práci prodavačky po dobu 3 let.

### Následné hudební zkušenosti s Lucky Star, Mjur a Anonimo Soul
Svou profesionální kariéru započala v roce 2003, kdy se zúčastnila druhého ročníku italské Popstars (později přejmenované na Superstar Tour). Emma vyhrála talentovou show a s Laurou Pisu a Colombou Pane utvořili skupinu Lucky Star. Skupina vydala v roce 2003 singl "Stile". Píseň byla představena pod vydavatelstvím Universal a dosáhla dobrého úspěchu. V roce 2006 skupina nahrála soundtrack pro kreslenou komiksovou sérii W.I.T.C.H. a dance-popové album neslo jméno LS3, poté se kapela rozpadla. V roce 2007 zformovala jinou alternativní rockovou skupinu M.J.U.R., což byla zkratka pro Mad Jesters Until Rave. Skupina vyhrála kontrakt s nahrávací společností Dracma Records a nahráli mezi srpnem a zářím 2007 album, které vyšlo v lednu 2008 pod názvem Mjur. Obsahuje 10 tracků napsané a složené stejnými členy. Mezi léty 2007–2009 se strýcem Emidiem Marronem hrála ve skupině Anonimo Soul, která si kladla za cíl soul a funky. Až do roku 2009 také hrála ve skupině H20 se svým tatínkem Rosariem Marronem.

### Výhra v talentové show Amici di Maria De Filippi a vydání první sólové nahrávky Oltre
V roce 2009 se Emma zúčastnila jiné talentové show pro stanici Canale 5, Amici di Maria De Filippi, kterou také vyhrála. V březnu roku 2010 vydala Emma své první EP Oltre (pod vydavatelstvím Universal Music), které se stalo v Itálii úspěšným a dosáhlo čísla 1 po dva týdny v Italian Albums Chart. Ve stejném měsíci byl vydán také pilotní singl – Calore, který dosáhl čísla 1 po dva týdny. Singl byl také oceněn platinovou deskou. EP bylo certifkováno 3× platinovým pro své prodeje v Itálii a bylo 2. nejlépe prodávané album roku 2010, také v Itálii. Ve Švýcarsku se umístila nejvýše na čísle 85. Dne 28. května 2010 se zúčastnila cen Wind Music Awards a získala cenu pro multiplatinové EP album Oltre od Gianna Nannini, který je jejím idolem. V červnu zahájila svou první koncertní turné: Ahi ce sta passu tour (věta v dialektu Salento). Cestovala po celé Itálii v doprovodu své kapely. Turné skončilo na konci léta. Ve stejném měsíci se také zúčastnila Amici Tour 2010 se všemi soutěžícími v talentové show. V červenci 2010 vydala druhý singl z alba Oltre: "Un Sogno A Costo Zero". Po turné také vydala videoklip pro třetí singl "Sembra Strano". V létě roku 2010 získává cenu Nejlepší Zpěvačka roku 2010 na cenách Venice Music Awards.

### Druhá sólová nahrávka, A me piace così a druhá na festivale Sanremo 2011
Dne 24. září 2010 byl vydán nový singl s názvem Con le nuvole. Dne 19. října byla vydána její druhá sólová nahrávka, také od společnosti Universal — A me piace così, která debutovala na čísle 2 na FIMI,, zatímco ve švýcarsku byla nejvýše na čísle 50. Dne 19. listopadu byl vydán druhý singl z alba Cullami.

### Eurovision Song Contest 2014
21. ledna 2014 bylo oznámeno, že Emma bude reprezentovat Itálii na 59. ročníku Eurovision Song Contest v dánské Kodani.

## Diskografie

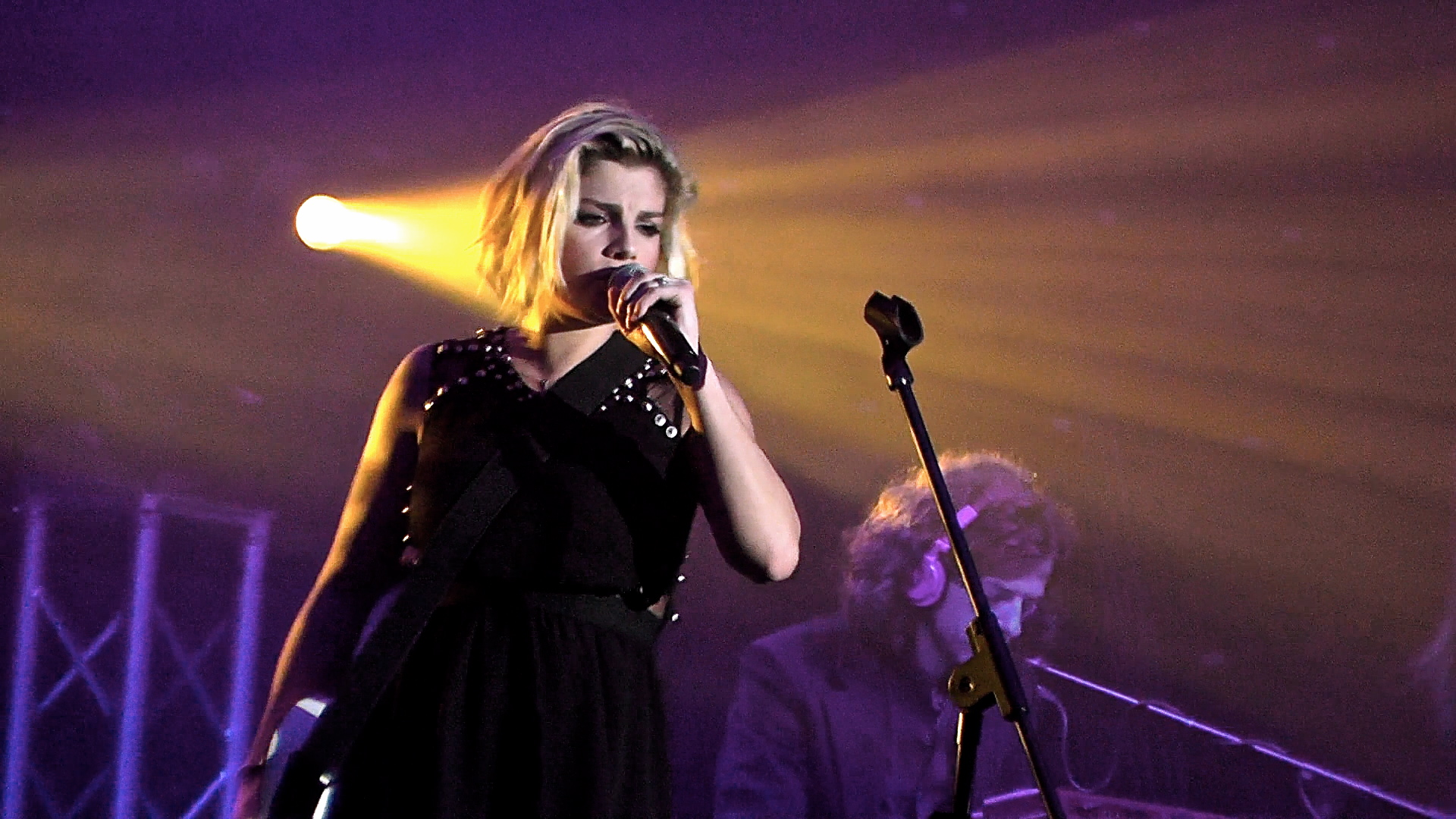
Emma na koncertě v Bologna v roce 2012 v PalaDozza s Sarò libera Tour

### Alba
| Rok  | Titul           | Nejvyšší pozice | Nejvyšší pozice | Certifikace |
| Rok  | Titul           | IT              | SWI             | Certifikace |
| ---- | --------------- | --------------- | --------------- | ----------- |
| 2010 | Oltre (EP)      | 1               | 85              | 2xPlatinové |
| 2010 | A me piace così | 2               | 50              | 2XPlatinové |
| 2011 | Sarò libera     | 1               | 43              | 2XPlatinové |
| 2013 | Schiena         | 1               | 25              | 1XPlatinové |

### Singly
| Rok  | Píseň                  | Nejvyšší pozice | Nejvyšší pozice | Certifikace    |
| Rok  | Píseň                  | ITA             | CH              | Certifikace    |
| ---- | ---------------------- | --------------- | --------------- | -------------- |
| 2010 | Calore                 | 1               | 64              | Platina        |
| 2010 | Un sogno a costo zero  |                 | -               | -              |
| 2010 | Sembra strano          | -               | -               | -              |
| 2010 | Con le nuvole          | -               | -               | -              |
| 2010 | Cullami                | -               | -               | -              |
| 2011 | Arriverà               | 1               | -               | Multiplatinové |
| 2011 | Io son per te l'amore  | -               | -               | -              |
| 2011 | Sarò libera            | 4               | -               | Zlato          |
| 2011 | Tra passione e lacrime | 42              | -               | -              |
| 2012 | Non è l'inferno        | 1               | 19              | Multiplatinové |
| 2012 | Cercavo amore          | 1               | 64              | Platina        |
| 2012 | Maledetto quel giorno  |                 | -               | -              |
| 2013 | Amami                  | 3               | -               | Platina        |
| 2013 | Dimentico tutto        | 12              | -               | Platina        |
| 2013 | L'amore non mi basta   | 11              | -               | Platina        |
| 2014 | Trattengo il fiato     | 36              | -               | Zlato          |
| 2014 | La mia città           | 24              | -               | Zlato          |
| 2014 | Resta ancora un po'    | 16              | -               | Zlato          |
| 2017 | L'isola                | 7               | -               | -              |

### Videoklipy
| Rok  | Titul                  | Direktor             |
| ---- | ---------------------- | -------------------- |
| 2003 | Stile                  | Gaetano Morbioli     |
| 2010 | Calore                 | Gaetano Morbioli     |
| 2010 | Un sogno a costo zero  | Roberto Saku Cinardi |
| 2010 | Sembra strano          |                      |
| 2010 | Con le nuvole          | Roberto Saku Cinardi |
| 2010 | Cullami                | Gaetano Morbioli     |
| 2011 | Arriverà               | Gaetano Morbioli     |
| 2011 | Io son per te l'amore  | Marco Salom          |
| 2011 | Tra passione e lacrime | Marco Salom          |
| 2012 | Non è l'inferno        | Marco Salom          |
| 2012 | Cercavo amore          | Marco Salom          |
| 2012 | Maledetto quel giorno  |                      |

### Jiné písně
| Rok  | Titul        | Hlavní počin |
| ---- | ------------ | ------------ |
| 2010 | Meravigliosa | Emma Marrone |

### Jiná alba
| Rok  | Titul | Hlavní počin |
| ---- | ----- | ------------ |
| 2006 | LS3   | Lucky Star   |
| 2008 | MJUR  | M.J.U.R      |

### Jiné skupinové singly
| Rok  | Titul | Hlavní počin |
| ---- | ----- | ------------ |
| 2003 | Stile | Lucky Star   |

## Turné
- 2010: Ahi ce sta passu Tour
- 2011: A me piace così Tour
- 2012: Sarò libera Tour

## Skupina
Emma od Sarò libera Tour také hraje na kytaru a je doprovázená na svých koncertech s její oficiální kapelou, utvořené v roce 2010 na prvním sólovém turné*. Současná sestava je následující:
- Flavio Pasquetto: elektrická kytara a akustická kytara (od turné Ahi ce sta passu Tour)
- Simone De Filippis: elektrická kytara a akustická kytara (od turné Ahi ce sta passu Tour)
- Luca Cirillo: Klávesy (od turné Ahi ce sta passu Tour)
- Daniele Formica: Bubny (od turné Ahi ce sta passu Tour)
- Pietro Casadei: Basová kytara (od turné Ahi ce sta passu Tour)
- Arianna Mereu: Vokalistka (od turné Sarò libera Tour)
- Elena Floris: Housle (od turné Sarò libera Tour)
- Claudia Della Gatta: Violoncello (od turné Sarò libera Tour)

* Tudíž vylučujeme členství ve formacích instrumentálních a vokálních, v předchozích kapelách kterými byla členy: Karadreon, Lucky Star, M.j.u.r, Anonimo Soul a H2O.

## Autorka a skladatelka pro jiné zpěváky
Spolupráce a tvorba nebo kompozice jsou uvedeny v závorce v názvu.
| Rok  | Titul                                                       | Zpěvák   | Album              |
| ---- | ----------------------------------------------------------- | -------- | ------------------ |
| 2012 | Resta ancora un po' (text: Emma; hudba: Emma a Pino Perris) | Antonino | Libera quest'anima |

## Filmografie
- 2012 – Benvenuti al Nord (Cameo s Nel blu, dipinto di blu)

## Producent a scenárista
- 2012 – Non sono solo te (videoklip zrežírovaný Gianlucem Montesaniem)

## Ceny
| Rok  | Cena                        | Kategorie                      | Práce/Role      | Výsledek  |
| ---- | --------------------------- | ------------------------------ | --------------- | --------- |
| 2003 | Superstar Tour              | Talentová show                 | Sebe            | vítězství |
| 2010 | Amici di Maria De Filippi   | Talentová show                 | Sebe            | vítězství |
| 2010 | Venice Music Awards         | Nejlepší ženský hlas           | Sebe            | vítězství |
| 2010 | Wind Music Awards           | 2xPlatinové EP                 | Oltre           | vítězství |
| 2011 | TRL Awards                  | Nejlepší talentová show umělců | Sebe            | nominace  |
| 2011 | Wind Music Awards           | Platinové album                | A me piace così | vítězství |
| 2011 | Wind Music Awards           | Platinový singl                | Arriverà        | vítězství |
| 2011 | iTunes Rewind 2011          | Nový umělec roku 2011          | Sebe            | vítězství |
| 2012 | Sanremo Music Festival 2012 | Umělci                         | Non è l'inferno | vítězství |
| 2012 | Kid's Choice Awards         | Nejlepší italský zpěvák        | Sebe            | nominace  |
| 2012 | Wind Music Awards           | Platinové album                | Sarò libera     | vítězství |
| 2012 | TRL Awards 2012             | Italians do it better          | Sebe            | vítězství |
| 2013 | Kid's Choice Awards         | Nejlepší italský zpěvák        | Sebe            | nominace  |
| 2013 | MTV Europe Music Awards     | Best Italian Act               | Sebe            | nominace  |

## Jiné aktivity
Osvědčení
2010
- Fix Design (oblečení a šperky)[37]
- Fili e Grani (šperky)[38]

2011
- AIRC (Italian Association for Cancer Research-2011 – ongoing)[39]
- ANT (National Association of Cancer-2011 – ongoing)[40]

2012
- Ishikawa (obuv)[41]
- Tezenis (oblečení)[42]
- Vogue Eyewear (sluneční brýle)

Reklamy
2010
- Bilboa (opalovací krém) s Calore (Jen píseň)[43]
- TicToc Samsung[44]

2012
- Hyundai i10 Sound Edition s Cercavo amore[45]
- Hyundai i20 Sound Edition s Maledetto quel giorno[46]

Designér
2011
- Trikot A me piace così Tour proti jaderné energii v Itálii.

2012
- 300 kusů limitované edice Celebrity Soledad obuv Ishikawa (vyrobeno pro charitu s módní značkou).
- Síťovina pro reklamní předměty zavedené společně s kamarádem[47][48]

Jedna její píseň se dostala do docela populární hry "just dance 4" na ps3. Píseň, která se tam dostala se jmenuje: "cercavo amore"